# Cheadle Hulme
Cheadle Hulme är en ort i Storbritannien.   Den ligger i distriktet Stockport i Greater Manchester i riksdelen England, i den centrala delen av landet, 250 km nordväst om huvudstaden London. Cheadle Hulme ligger 68 meter över havet och antalet invånare är 28 952.
Terrängen runt Cheadle Hulme är huvudsakligen platt, men åt sydost är den kuperad. Runt Cheadle Hulme är det mycket tätbefolkat, med 1 517 invånare per kvadratkilometer. Närmaste större samhälle är Stockport, 4,3 km nordost om Cheadle Hulme. Runt Cheadle Hulme är det i huvudsak tätbebyggt.